# Bulharsko na Letních olympijských hrách 2008
Bulharsko na Letních olympijských hrách 2008 v Pekingu reprezentovalo 70 sportovců, z toho 43 mužů a 27 žen. Nejmladší účastnicí byla Nina Rangelova (17 let, 294 dní), nejstarším účastníkem byl Taňu Kirjakov (45 let, 164 dní). Reprezentanti vybojovali 5 medailí, z toho 1 zlatou, 1 stříbrnou a 3 bronzové.

## Medailisté
| Medaile | Jméno             | Sport     | Disciplína            |
| ------- | ----------------- | --------- | --------------------- |
| Zlato   | Rumjana Nejkovová | Veslování | skif                  |
| Stříbro | Stanka Zlatevová  | Zápas     | volný styl do 72 kg   |
| Bronz   | Kiril Terziev     | Zápas     | volný styl do 74 kg   |
| Bronz   | Radoslav Velikov  | Zápas     | volný styl do 55 kg   |
| Bronz   | Javor Janakiev    | Zápas     | řecko-římský do 74 kg |